# 아이제나허 슈트라세역
아이제나허 슈트라세역(U-Bahnhof Eisenacher Straße)은 베를린 템펠호프쇠네베르크구 쇠네베르크에 있는 U7의 역이다. 그루네발트슈트라세(Grunewaldstraße)/아이제나허 슈트라세(Eisenacher Straße)의 교차점에 설치되어 있다.
1968년부터 1970년까지 공사가 진행되었다. 라이너 륌러가 설계했으며, 역 벽면은 녹색 석면 시멘트로 마감했고 기둥은 노란색 타일로 마감했다. 녹색은 튀링겐주의 아이제나흐와 튀링겐숲에서 따 온 색상이다. 동시기에 설계된 바이에리셔 플라츠역과 발터슈라이버플라츠역과 유사하게 역사 공간이 구성되었다.
2018년 말 1960년대와 1970년대 서베를린에 건설된 도시 철도역 12곳의 일부로 베를린의 건축유산으로 지정되었다.
2020년 8월 11일 엘리베이터가 운영을 시작했다. 엘리베이터 설치에는 280만 유로 예산이 투입되었고, 이와 동시에 바닥재와 승강장을 개수하고 점자 블록이 설치되었다.

## 인접 철도역
| 베를린 지하철 7호선                        | 베를린 지하철 7호선 | 베를린 지하철 7호선        |
| ------------------------------------------ | ------------------- | -------------------------- |
| 바이에리셔 플라츠 라트하우스 슈판다우 방면 | U7                  | 클라이스트파르크 루도 방면 |